# Mehdi Rahimi
Mehdi Rahimi (Teheran, 24 marzo 1921 – Teheran, 16 febbraio 1979) è stato un generale iraniano, ucciso dal neo-nato regime islamico.

## Biografia
Il generale Rahimi fu l'ultimo amministratore della legge marziale di Teheran prima della caduta della monarchia. Precedentemente aveva guidato le forze di polizia iraniane, oltre che capo della Federazione iraniana di wrestling.
Sposato due volte: la prima con una donna francese e poi con Manijeh, che si trasferì poi a Londra.
Manijeh lo ricorda come un marito amorevole e un ufficiale leale e laborioso. "Il suo staff lo adorava. Amava i film iraniani, ma aveva poco tempo per leggere. Era un uomo veramente onesto e amichevole, con un buon senso dell'umorismo e una voce gradevole".

## Morte

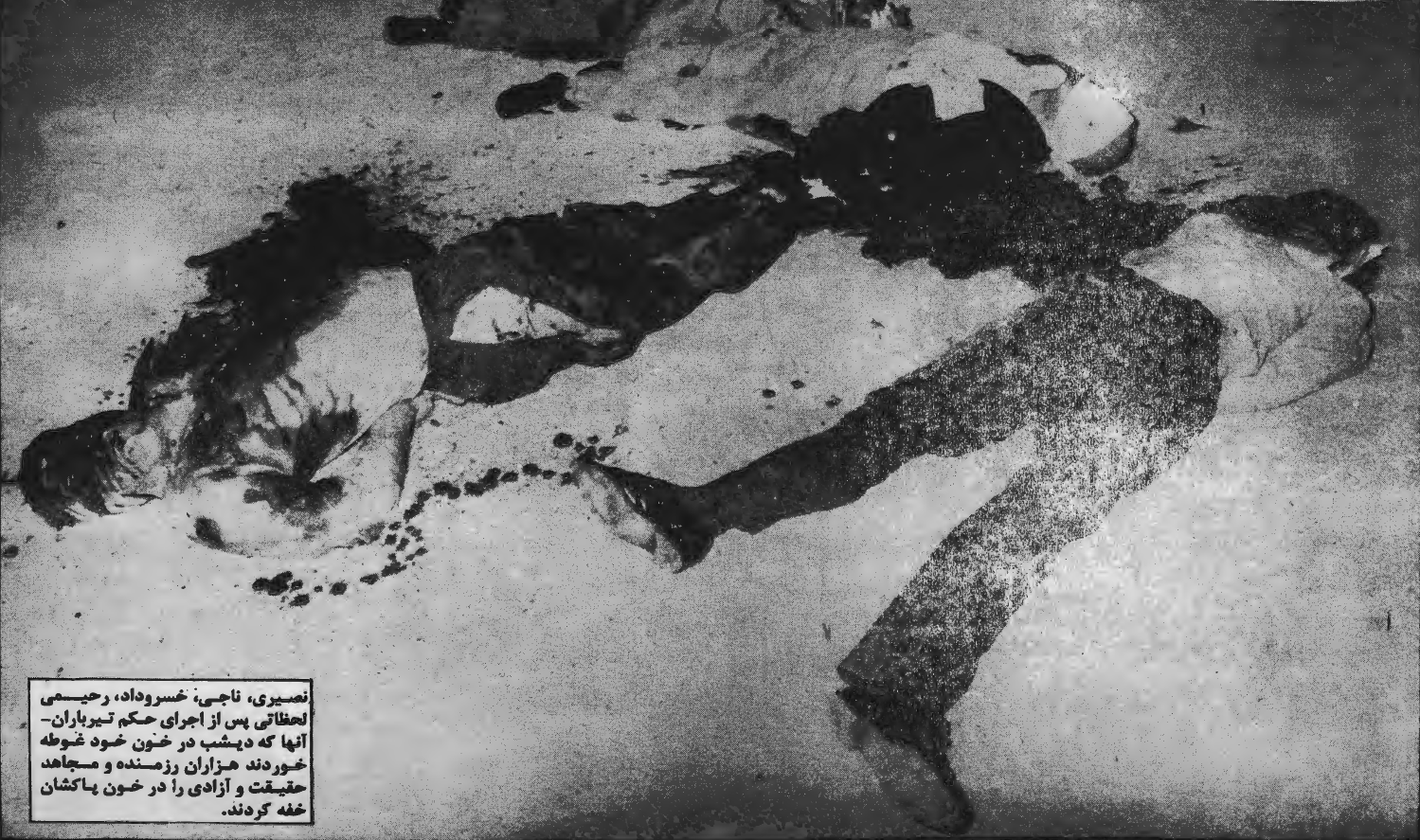
Le conseguenze della fucilazione, fotografate e pubblicate su Kayhan (corpi di Rahimi, Reza Naji, Nematollah Nassiri e Manouchehr Khosrodad – 15 febbraio 1979)

Dopo la vittoria degli islamici, il 12 febbraio venne arrestato. Il giornale Ettela'at intervistò Rahimi circa il suo arresto. Quest'ultimo disse che diverse persone lo aggredirono e arrestarono: "mi hanno anche trattato un po' male e picchiato, ma non importa, erano giovani."
Fucilato, le sue ultime parole dovrebbero essere state: "Javid Shah" ["lunga vita allo Scià"].
I principali giornali iraniani pubblicarono la notizia della sua esecuzione la mattina del 16 febbraio 1979 insieme a immagini raccapriccianti del suo corpo e di altri generali giustiziati. Dalle immagini si apprese il fatto che il suo braccio destro venne mozzato prima dell'esecuzione.